# 茄子 (漫画)
茄子（なす）とは黒田硫黄の漫画作品である。講談社『月刊アフタヌーン』2000年11月号から2002年10月号にかけて連載された。単行本全3巻。
茄子を共通の話題とするオムニバス短編集。田舎や都会を舞台とする現代劇から、ヨーロッパの自転車レース（ロードレース）、近未来SF、時代劇と幅広いジャンルを扱う。第1巻に収録されている「アンダルシアの夏」は高坂希太郎監督によってアニメ映画化され、2003年夏に『茄子 アンダルシアの夏』として発表、カンヌ映画祭監督週間にも出品された。また続編として第3巻に収録されている「スーツケースの渡り鳥」が『茄子 スーツケースの渡り鳥』として同監督によって2007年秋にOVA化されている。2009年には、「新装版 上下巻」が発売された。

## 登場人物
多数の人物が登場するが、ここでは複数の話に登場する人物を解説する。
高間（たかま）
田舎（おそらくは岩手県八幡平市周辺）に隠遁し農家を営む一人暮らしの中年男性。英語の原書を読むなどかなりのインテリで周囲の農家から「センセー」と呼ばれている。
大西（おおにし）
若い頃から高間と付き合いのある中年女性。一日3時間ほどしか眠ることが出来ず、「ここに来るとよく眠れる」と言って時折高間の家にやってくる。会計事務所社長。
高橋 綾（たかはし あや）
女子高生。親の会社が倒産し生活苦に見舞われる。借金取りから逃れるため高間の近所にある親戚の家に引っ越してくる。
松浦（まつうら）
高間の高校時代の同級生。久しぶりに会った高間に「宝探しをしている」と語る。高間同様友人達を馬鹿だと思っている。
桑原（くわはら）
高橋の同級生。ことわざをロックに応用できないかなどと考える。自分のことを「カッコイイ」と言うなど自己中心的な性格。
国重（くにしげ）
高校卒業後、進学も就職もせず過ごしている女性。偶然出会った有野と意気投合し、川原でキャッチボールをするようになる。
有野（ありの）
国重の同級生で、国重から「肌のきれいな男の子」と言われる。朝が起きられなくて仕事を辞めてしまった。若隠居がしたいと口癖のように言っている。
ペペ・ベネンヘリ
スペインの自転車レーサー。兵役に就いている間に兄・アンヘルに恋人を取られてしまった。

## 各話サブタイトル
カッコ内はその回の主要登場人物、ないし作品の舞台設定。

### 第1巻
- 3人（高間）
- 2人（高間、大西）
- 空中菜園（高橋）
- アンダルシアの夏（ぺぺ）
- 4人（高間、松浦）
- ランチボックス（国重、有野）

### 第2巻
- 39人（高橋、高間）
- 東都早もの喰（江戸時代）
- 残暑見舞い（高橋）
- お引越し（国重、有野）
- 焼き茄子にビール（現代日本、新婚家庭）
- 電光石火（高橋、桑原）

### 第3巻
- 富士山の戦い（近未来SF、富士山山頂）
- いい日（高間、大西、松浦）
- 茄子の旅（現代日本、トラック運転手）
- 一人（高間）
- 考える人（有野、国重）
- スーツケースの渡り鳥（ぺぺ）
- 夏が来る（高間、大西、高橋、桑原）

### 新装版 上巻
- 3人（高間）
- 2人（高間、大西）
- 空中菜園（高橋）
- アンダルシアの夏（ぺぺ）
- 4人（高間、松浦）
- ランチボックス（国重、有野）
- 39人（高橋、高間）
- 東都早もの喰（江戸時代）

### 新装版 下巻
- 富士山の戦い（近未来SF、富士山山頂）
- 残暑見舞い（高橋）
- お引っ越し（国重、有野）
- 焼き茄子にビール（現代日本、新婚家庭）
- 電光石火（高橋、桑原）
- いい日（高間、大西、松浦）
- 茄子の旅（現代日本、トラック運転手）
- 一人（高間）
- 考える人（有野、国重）
- スーツケースの渡り鳥（ぺぺ）
- 夏が来る（高間、大西、高橋、桑原）
- As time goes by（追加された新作）